# Гумпольдскирхен
Гумпольдскирхен (нем. Gumpoldskirchen) — ярмарочная коммуна (нем. Marktgemeinde) в Австрии, в федеральной земле Нижняя Австрия.
Входит в состав округа Мёдлинг. Население составляет 3282 человека (на 31 декабря 2005 года). Занимает площадь 8,11 км². Официальный код — 3 17 09.

## Бизнес
В коммуне находится штаб-квартира компании Novomatic group.

## Фотографии

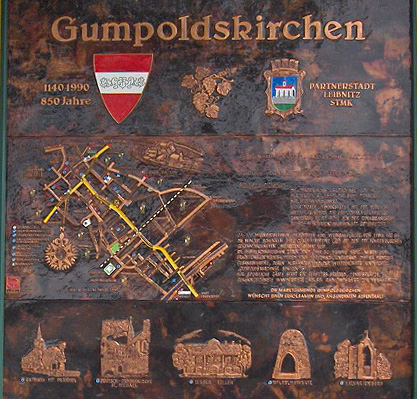
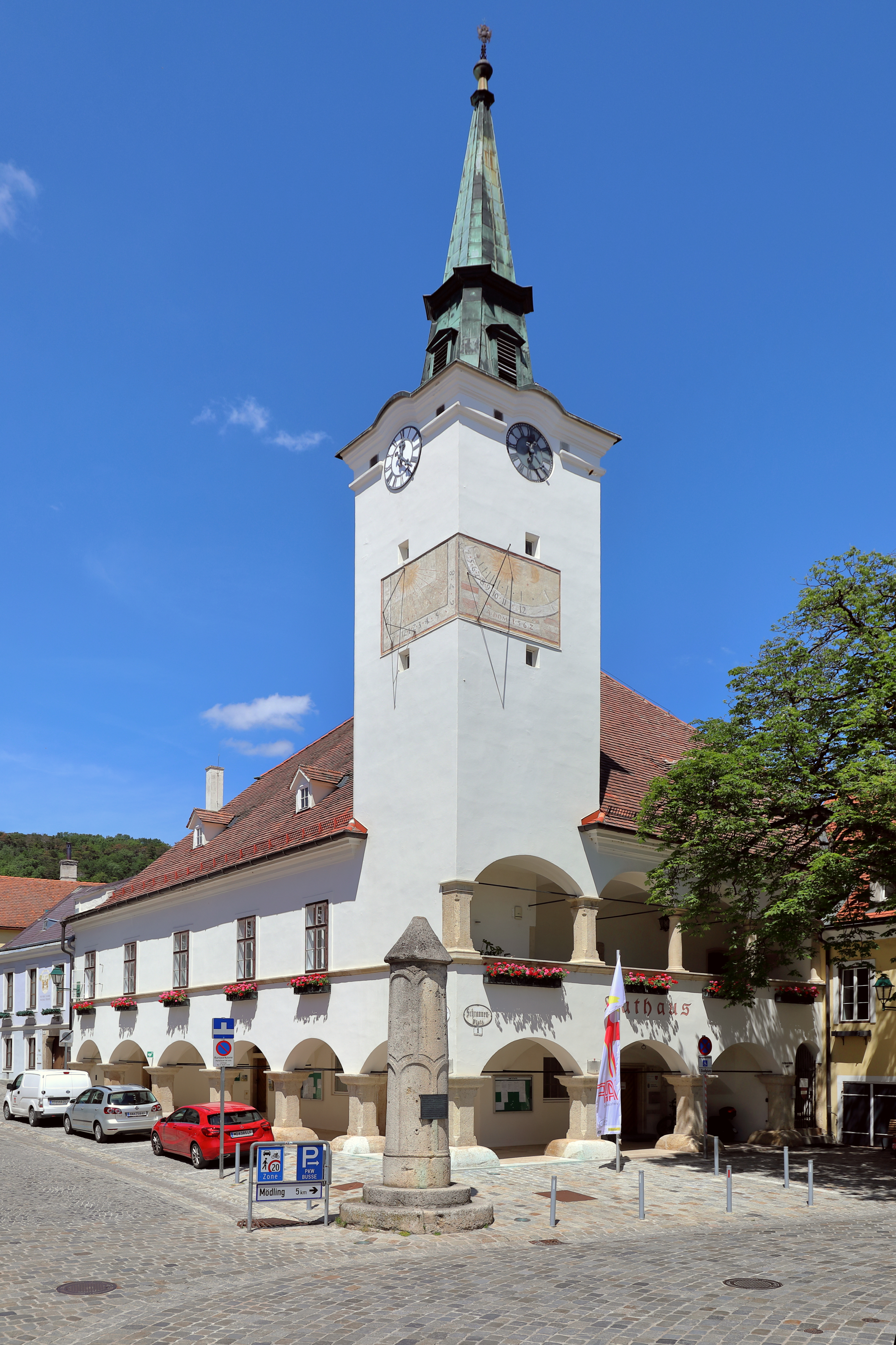
Ратуша
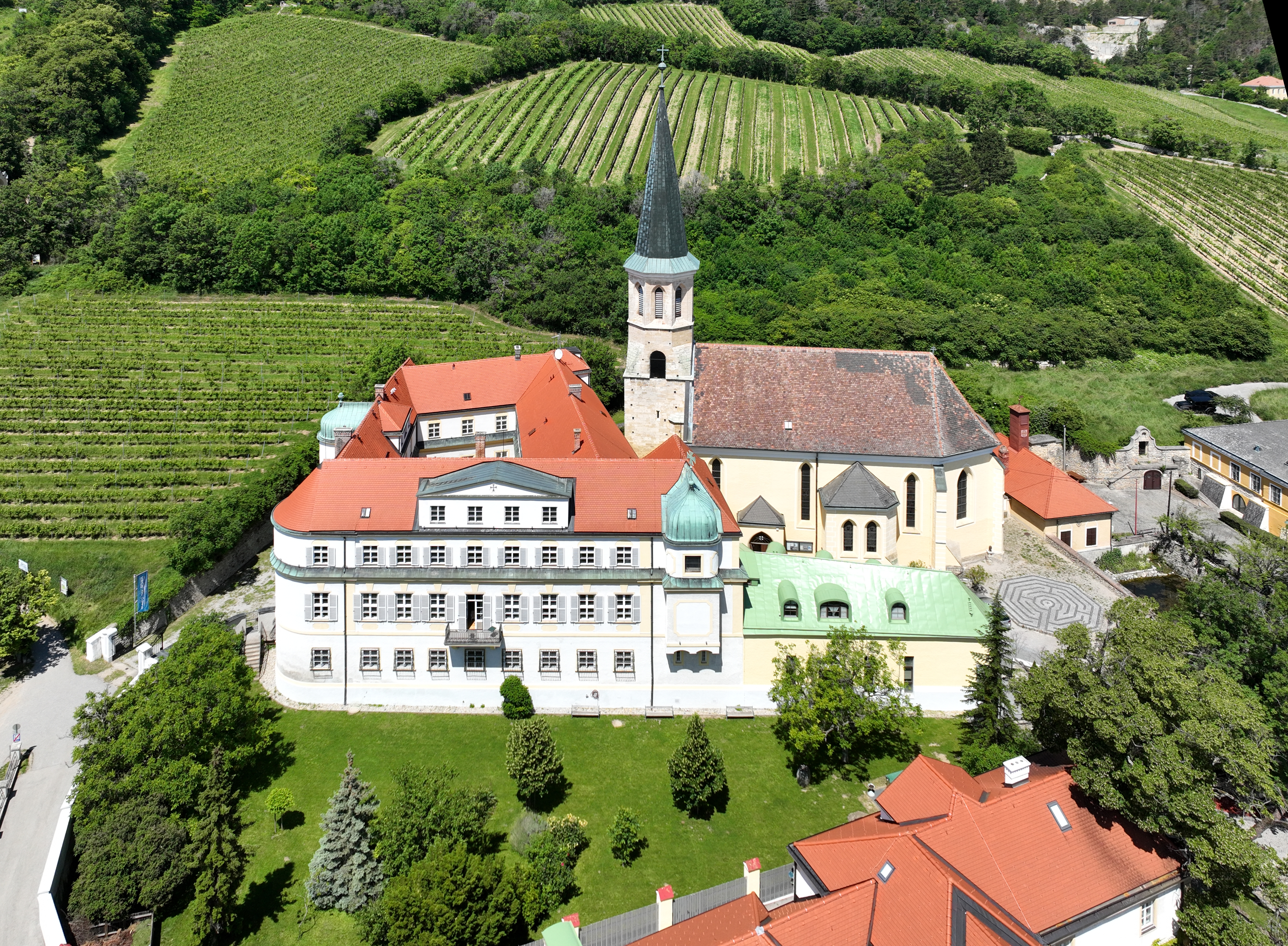
Замок

## Политическая ситуация
Бургомистр коммуны — Фердинанд Кёк (АНП) по результатам выборов 2005 года.
Совет представителей коммуны (нем. Gemeinderat) состоит из 23 мест.
- АНП занимает 8 мест.
- СДПА занимает 7 мест.
- Партия AG занимает 6 мест.
- АПС занимает 1 место.
- Зелёные занимают 1 место.